# Hildegard Joos
Hildegard Joos, née le 7 mai 1909 à Sieghartskirchen en Basse-Autriche et morte le 17 janvier 2005 à Vienne, est une peintre autrichienne et une importante représentante de l'abstraction géométrique et du constructivisme. Elle vit entre Vienne et Paris.

## Biographie
Hildegard Joos passe son enfance en Basse-Autriche. Après la Seconde Guerre mondiale, elle étudie à l'Académie des Beaux-Arts de Vienne, auprès de Wilhelm Dachauer et Sergius Pauser.
Elle devient membre de la Sécession viennoise en 1954. En 1958, elle réalise sa première exposition personnelle à la Sécession viennoise. C'est la première artiste femme exposée dans ce cadre. Ses premières œuvres sont figuratives et expressives.
À partir de 1959, elle tient un atelier avec son mari Harald Schenker à Paris. À partir de 1982, Harald Schenker prend le nom d'Harold Joos, le couple signe leurs œuvres communes H+H Joos. Hildegard Joos composent des géométries narratives. Elle montre comment l'ordre, les symétries et les rythmes peuvent à la fois irriter et fasciner la vue. Les images d'échiquier et de grille sont récurrentes dans son travail.
Dès 1960, Hidegard Joos fait sensation avec ces grandes toiles blanches.
En 1972, Hildegard Joos est membre sociétaire du Salon des Réalités Nouvelles de Paris. 
La même année, Linda Christanell, Christa Hauer, Hildegard Joos, Angelika Kaufmann, Doris Lötsch, Roswitha Lüder, Ingeborg G. Pluhar, Doris Reitter-Brown, Ise Schwartz, Edda Seidl-Reiter, Gerlinde Wurth fondent IntAkt – Internationale Aktionsgemeinschaft bildender Künstlerinnen, afin d'améliorer la situation et la visibilité des femmes artistes en Autriche.
En 2014, une rétrospective présentant plus de 140 œuvres de 1949 à 2003 est organisée à la Künstlerhaus Vienne.

## Expositions
- Première exposition personnelle dans la Sécession viennoise, 1958[6]
- Jeune génération Vienne, 1961
- salle principale de la Sécession viennoise, 1962
- salle principale de la Sécession viennoise, 1964
- Galerie Jeunes, Paris, 1965
- Œuvres récentes  Peintures-gouaches, Amsterdam, 1966
- peintures à l'huile, Galerie de la Sécession viennoise, 1967
- Palais Artelli, Trieste, 1968
- Galerie Stubenbastei Vienne, 1972
- Galerie Grohmann Munich, 1975
- Galerie d'art moderne Vienne, 1978
- Hildegard Joos, peinture et graphisme 1959-1979, salle principale de la Sécession viennoise, 1980
- Images monochromes des années 1960, Château de Buchberg am Kamp, Basse-Autriche, 1984
- Hildegard & Harold Joos, Géométrismes narratifs, Musée d'art moderne de Linz, 1989
- H+H Joos, Géométrismes narratifs, images narratives spatiales et champ de couleurs 1990-1993, Musée national de Basse-Autriche, 1994
- H+H Joos, série Rouge-Bleu, Centre Culturel International Egon Schiele, Český Krumlov, 1996
- H+H Joos, Du début à aujourd'hui, Galerie autrichienne Belvedere, 1997
- In Memorian Hildegard Joos, Galerie autrichienne Belvedere, 2005
- Rétrospective Hildegard Joos au Künstlerhaus Vienne, 2014
- H+H Joos, abstrait • constructif • narratif, œuvres sur papier 1952 et 2000, 2015
- H+H Joos, œuvres sur papier, Suppan Fine Arts, 2017

## Prix et distinctions
- 1987 : Prix des Beaux-Arts de la Ville de Vienne
- 1990 : Prix d'honneur du Land de Basse-Autriche